# David Boudia
David Alasdair Boudia (Abilene, 24 april 1989) is een Amerikaans schoonspringer. Op de Olympische Spelen in 2012 behaalde hij goud op de 10 meter toren en brons in het synchroon. Deze twee disciplines zijn de enige waarmee Boudia grote titels behaalde.

## Carrière
Boudia studeerde af in Noblesville in 2008, op 19-jarige leeftijd. Daarna verhuisde hij naar West Lafayette, waar hij begon met studeren aan de Purdue-universiteit.
Boudia begon met het schoonspringen op 10-jarige leeftijd. Vijf jaar later maakte hij al deel uit van het nationale team. In 2007 behaalde hij zijn eerste internationale titel op de Pan-Amerikaanse Spelen in Rio de Janeiro. In datzelfde jaar won hij het brons op de Wereldkampioenschappen zwemsporten 2007.

### Olympische Spelen
In 2008 werd Boudia toegevoegd aan de selectie van de Verenigde Staten op de Olympische Spelen in Beijing, samen met zijn toemmalige partner Thomas Finchum. Samen behaalden ze eerder zilver op de wereldkampioenschappen in 2009 en het brons in 2007. Op de Spelen van 2008 wonnen ze echter geen medaille.
Samen werden ze in 2012 opnieuw toegevoegd aan de schoonspringselectie, weer op de tien meter toren. Ze werden derde met een score van 463,47, achter China (486,78) en Mexico (468,90). Dit was de eerste medaille in het schoonspringen van mannen voor de Verenigde Staten sinds Mark Lenzi in 1996 brons behaalde op de drie meter plank.
Individueel deed Boudia ook mee op de tien meter toren. Hij kwalificeerde zich als 18e, maar hij herpakte zich en ging uiteindelijk als derde door naar de finales. In de zesde en laatste ronde had hij een totaal aantal punten van 568,65, voldoende voor de gouden medaille. Hij liet de Chinese wereldkampioen Qiu Bo (566,85) en de favoriet van de Britten, Tom Daley (556,95), achter zich.
In 2016 won Boudi op tien meter toren de bronzen medaille en samen met Steele Johnson de zilveren medaille op het onderdeel 10 meter toren synchroon mannen.
1904 George Sheldon · 
1908 Hjalmar Johansson · 
1912 Erik Adlerz · 
1920 Clarence Pinkston · 
1924 Albert White · 
1928 Peter Desjardins · 
1932 Harold Smith · 
1936 Marshall Wayne · 
1948 Samuel Lee · 
1952 Samuel Lee · 
1956 Joaquín Capilla · 
1960 Robert Webster · 
1964 Robert Webster · 
1968 Klaus Dibiasi · 
1972 Klaus Dibiasi · 
1976 Klaus Dibiasi · 
1980 Falk Hoffmann · 
1984 Greg Louganis · 
1988 Greg Louganis · 
1992 Sun Shuwei · 
1996 Dmitri Saoetin · 
2000 Tian Liang · 
2004 Hu Jia · 
2008 Matthew Mitcham · 
2012 David Boudia · 
2016 Chen Aisen · 
2020 Cao Yuan · 
2024 Cao Yuan
- Library of Congress Control Number: n2016016974
- Virtual International Authority File: 65146095291800371885
- WorldCat: E39PBJcWvjwDbr8q3hW9hJYkjC